# جوزيفا فرانسيسكو
جوزيفا «جيجي» فرانسيسكو (بالإنجليزية: Josefa "Gigi" Francisco)؛ (1954 - 22 يوليو 2015)، هي ناشطة نسوية فلبينية مناصرة للمساواة بين الجنسين وحقوق المرأة في الفلبين. حيث ترزح مناطق واسعة من البلاد تحت حكم عسكري. ساهمت في العديد من البرامج لتقليل الفجوة بين الجنسين وأجرت بحثًا في العديد من جوانب تحقيق مساواة المرأة وإقرار حقوقها. عملت مع الأمم المتحدة في مشاريع مختلفة.
اختارت مثل الناشطة النسوية البرزايلية فانيت ألميدا (vanete almeida) العمل في قضايا النساء في منظمات مختلطة بحيث لا تقتصر على النطاق المحلي وإنما الدولي أيضاً بهدف خلق مساحة تمكنها من تحقيق مطالبها.

## الحياة الشخصية
كان لطبيعة حياة جيجي تأثير كبير في إيمانها بأهمية الحركات النسوية وفهمها لحقوق المرأة، حيث أنها كانت الابنة غير الشرعية الكبرى لأربعة إخوة أنجبتهم أمهم من رجل ثري متزوج، وقد تزوجت وهي في الحادي والعشرين من العمر وأنجبت طفلين وانتهى زواجها بالطلاق، ونتيجة لضعف ظروفها المادية والاجتماعية بسبب عدم دعم أسرتها لها وبسبب صغر سنها، تركت طفليها الصغيرين لرعاية زوجها السابق وأمه. بحسب أخلاق الطبقة الوسطى وكاثوليكية الفلبين في ستينيات وسبعينيات القرن الماضي، فإن الانفصال والأطفال غير الشرعيين هو أمر غير مقبول اجتماعياً، مما جعل جيجي تفهم الأحمال التي تقع على الفرد بسبب نوعه الاجتماعي.
لم تتمكن والدة جوزيفا من إنهاء تعليمها المدرسي لكنها حرصت على توفير نظام حياة يعتبر فوق متوسط يمكنهم من دخول الجامعة، حيث تلقى أولادها بما فيهم جيجي تعليماً جيداً تضمن دروس العزف على البيانو والباليه وفن الخطابة. أصبحت جيجي مسؤولة عن إخوتها الذين كان أصغرهم عمره ست سنوات عندما كان عمرها 13 عاماً بعد وفاة والدتها في حادث سير. واستطاعت أن تصبح ناشطة طلابية في أواخر ستينيات القرن الماضي وشاركت في حملات ضد حرب فيتنام والاستعمار الحديث وذلك بسبب عدم وجود تدخلات الأهل التي تمنع تحد من مشاركة الأفراد في أنشطة مشابهة، وهذا كان بداية مشاركتها في الحركات السياسية الوطنية. نتيجة ظروفها مسؤولياتها العائلية وتمتعها بامتيازات تعليمية واجتماعية لم يحظى بها الكثيرون من الفلبينيين، لم تستطع أن تكون قائدة في الحركات الوطنية وإنما كانت تابعة أو داعمة لقضاياهم فقط.
تزوجت جيجي مرة أخرى وعاشت مع 4 من أبنائها الخمسة. وواجهت ردات فعل مختلفة من ابنتها الكبرى على عملها النسوي حيث برغم أن ابنتها سعيدة بكون أمها مختلفة عن باقي الأمهات إلا أنها تراها متطلبة وتكلف زوج أمها بكثير من الطلبات واستبدادية. وحافظت جيجي على الاتصال بوالدها ولقاءه بشكل دوري، واهتمت به عندما كبر في السن وأصبح وحيداً. استقر إخوتها في أمريكا تلبية لرغبة والدتهم في أن يحظوا بأفضل فرص ممكنة.

## السيرة المهنية
في عام 1980، بدأت جيجي العمل في جامعة ديلا ساليه وبدأت في الاهتمام بقضايا المرأة والتنمية. في الوقت نفسه بدأت تدرك تميز الحركة النسوية عن الحركة القومية. سرعان ما انخرطت في السياسة النسوية وانضمت عام 1985 إلى مجموعة نسوية صغيرة. وركزت على المشاكل التي تواجه أفقر المجتمعات في المناطق الريفية والحضرية.
قدمت جوزيفا من خلال كتاباتها ومهنتها في التدريس التجارب العملية والرؤية والأفكار الاجتماعية للأجيال القادمة. عملت كعضو في منظمة آيزيس الدولية من 1998 إلى 2002. وتعمل هذه المنظمة في مجال حقوق المرأة على الصعيد الدولي، حيث تقوم المنظمة بإجراء دراسات وأبحاث حول القضايا التي تؤثر على النساء عالمياً، ورفع صوت المرأة عبر دعم الناشطات والحقوقيات النسويات. في وقت لاحق، انضمت إلى معهد المرأة والنوع الاجتماعي (WAGI) التابع لكلية ميريام وهي مؤسسة تعليمية فلبينية كاثوليكية غير ربحية للبنات والشابات في مدينة كويزون في الفلبين. وقد عملت كمديرة تنفيذية للمعهد. ينظم المعهد دورات دراسية مختلفة على الإنترنت عن حقوق المرأة منذ 3 سنوات. كانت عضوًا في منظمة بدائل التنمية مع المرأة من أجل عهد جديد، المعروفة اختصارًا باسم داون (DAWN) (Development Alternatives with Women for a New Era). تتألف داون من شبكة عالمية من الناشطات والمفكرات النسويات اللواتي يناصرن صوت ووجهات نظر نساء جنوب العالم وينقلنها للعالم أجمع، ويقدمن انتقادات نسوية للاقتصاد السياسي وشروحات سياسية حول مجموعة واسعة من القضايا الاجتماعية والاقتصادية بما في ذلك الحقوق الإنجابية والجنسية، والتنمية المستدامة، والاقتصاد الكلي والسلام والأمن. وأصبحت جوزيفا لاحقاً منسقة عالمية للمنظمة من عام 2008م إلى عام 2014م. عملت الأمم المتحدة وداون معاً في منطقة آسيا والمحيط الهادئ تحت قيادة جيجي. نُشر العمل بينهما تحت اسم المستقبل الذي تريده نساء أسيا والمحيط الهادئ (The Future The Asia Pacific Women Want in 2015).
عملت كرئيسة لقسم قسم العلاقات الدولية في كلية ميريام، وعملت على تعزيز القيادة النسائية. أجرت بحثًا مهمًا حول الفقر والنوع الاجتماعي والتنمية والحركة النسوية.

## النشاط السياسي والعمل المؤسساتي
عانت الفلبين من نظام حكم ماركوس من أوائل منتصف سبعينيات القرن الماضي وحتى منتصف الثمنينيات. خضعت البلاد للأحكام العرفية ومعظم الفلبين أصبحت تحت حكم عسكري، وشن الجيش حملات عسكرية لإيقاف الحركات المعارضة مثل جيش الشعب الجديد، وسيطر العسكر على القرى وأصبحت النساء عشيقات أو خادمات للجنود، وفرض الحصار على الطرق المؤدية للمناطق الريفية وقد شهدت جيجي تلك الفترة من عمر البلاد قائلة:
لدى الفلبين خامس أكبر دين خارجي في العالم مما أدى إلى أزمة اقتصادية ضاعف الركود العالمي من شدتها، وانتشرت البطالة في كافة القطاعات مما زاد من المسؤولية على النساء لزيادة دخل الأسرة. وقد انتهجت الحكومة الفلبينية سياسة لتعزيز ثلاثة صناعات تعتمد بشكل كبير على النساء لسداد الدين الخارجي، تضم هذه الصناعات تصدير العمالة والتي سيطر عليها عمال المنازل عليها منذ عام 1987، والسياحة والتي ترى جيجي بأنها دعارة مشرعة، والصناعات الدقيقة والتطريز وكلا الأخيرتين تستهدف توظيف النساء الصغيرات. وبحسب جيجي فإن هذه الصناعات تنتهك حقوق النساء.
وفي هذا السياق، أسست جيجي وأربع سيدات أخريات ناشطات في مجال دراسات المرأة مركز موارد المرأة والبحوث (WRRC) (Women's Resource and Research Center) في عام 1987. منذ البداية، كان يُنظر إلى WRRC كمنظمة دعم للحركات الشعبية في الفلبين، وخاصة للفقراء المنظمين في المناطق الحضرية، والعمال الريفيين، والنقابات. أراد المؤسسون مشاركة المهارات والمعلومات التي اكتسبوها كنساء متعلمات من الطبقة المتوسطة. لأن مقر المركز كان في مترو مانيلا ومن ثم فإن معظم أعماله كانت مع المنظمات الحضرية. يشمل الدعم المتاح المعلومات والبحوث، والتدريب على المهارات، وتقاسم الموارد، والاتصالات من أجل التمويل، وإبلاغ القضايا الشعبية للباحثين حول قضايا المرأة أو سياسة التنمية. يقوم المركز أيضًا بإجراء أبحاث نسوية حول الفقر وأزمة الديون وحقوق الإنسان، وهو نشط في مجموعة واسعة من الشبكات والتحالفات النسائية.